# Tomaia

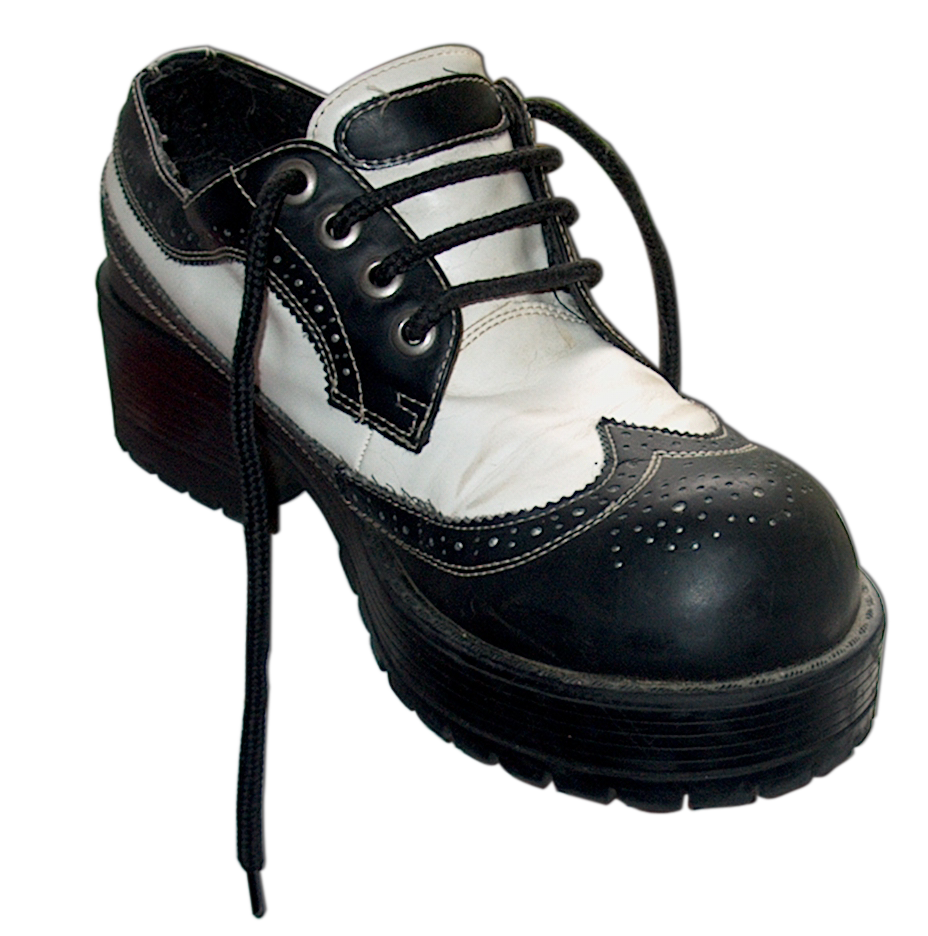
Scarpa con tomaia bicolore

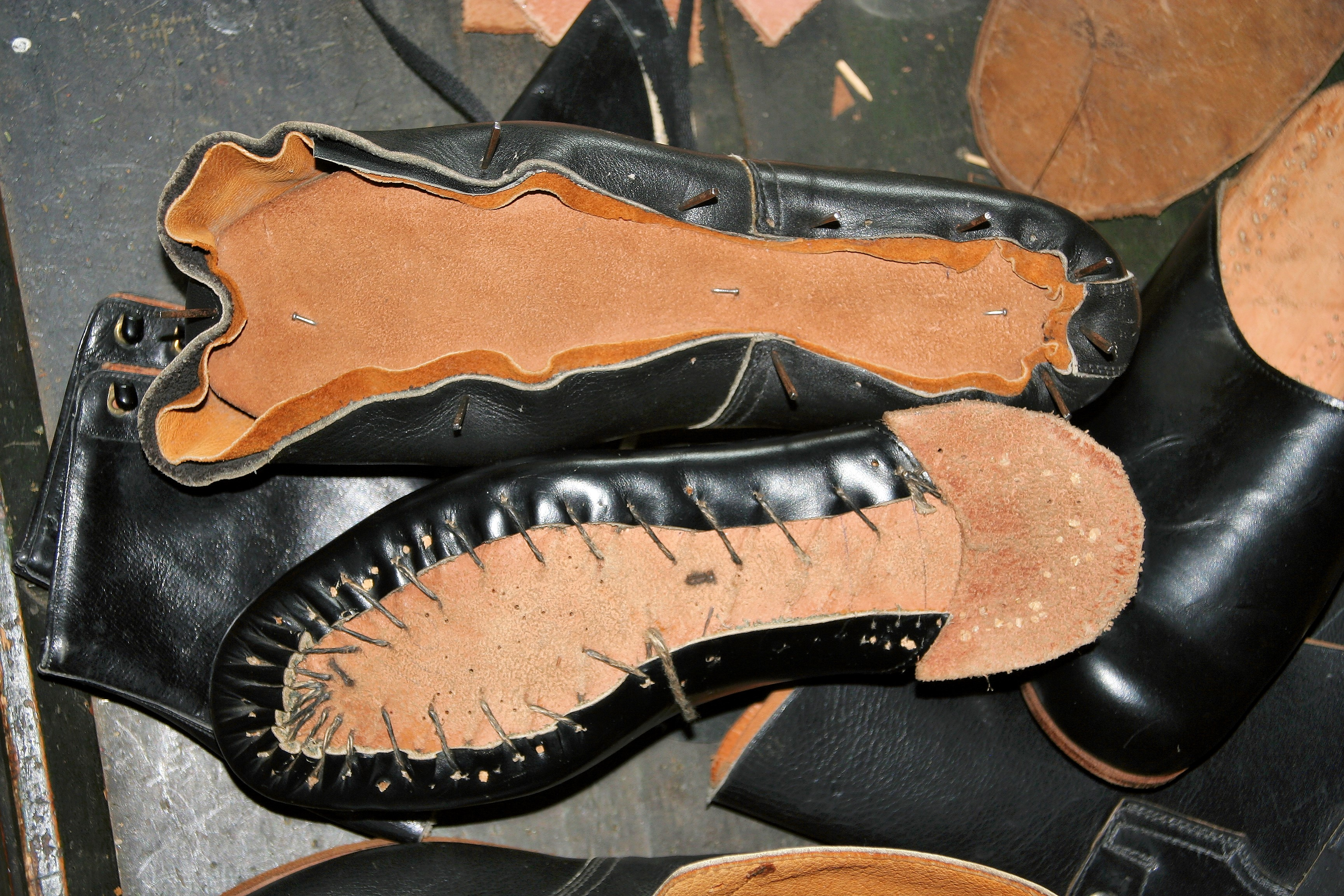
La tomaia viene cucita sulla suola

La tomaia o meno comunemente tomaio è la parte superiore di una calzatura. I materiali più comunemente usati per realizzarla sono il cuoio, la plastica o il tessuto. È formata da un pezzo sagomato, attaccato alla suola tramite cucitura o incollaggio. Il suo nome deriva dalla parola greca tomàrion che significa pezzetto tagliato.

## Parti
Se la tomaia non è realizzata in un unico pezzo è costituita da:
- Punta: è la porzione di tomaia che si trova nella zona anteriore (la punta). Può essere di vari tipi, fra cui:
  - Puntina Semplice
  - Puntina con Fiore
  - Puntina con Fiore e con Forature
  - Coda di Rondine o Duilio

In molti casi non c'è la presenza della puntina ma solo della mascherina. 
- Mascherina: è la porzione centrale della tomaia, di solito la più ampia. Nel caso di scarpe allacciate ci sono due principali tipi:
  - Mascherina con pampera: per le calzature dette Derby
  - Mascherina senza pampera (questo è un elemento a sé stante): per le calzature dette Francesine o Oxford
- Gambetti: sono le due parti dove risiedono gli occhielli, i fori per far passare le stringhe o lacci.
- Linguetta

Quando la tomaia non copre completamente il piede o è ritagliata con larghe fessure la calzatura è da considerarsi un sandalo.